# 11'09"01 - September 11
Pour plus de détails, voir Fiche technique et Distribution.
11'09"01 - September 11 est un film français sorti en 2002 constitué de courts-métrages de :
- Samira Makhmalbaf (Iran)
- Claude Lelouch (France)
- Youssef Chahine (Égypte)
- Danis Tanović (Bosnie-Herzégovine)
- Idrissa Ouedraogo (Burkina Faso)
- Ken Loach (Royaume-Uni)
- Alejandro González Iñárritu (Mexique)
- Amos Gitaï (Israël)
- Mira Nair (Inde)
- Sean Penn (États-Unis)
- Shōhei Imamura (Japon)

C'est le producteur français Alain Brigand qui a eu l'idée de ce film : réunir des réalisateurs du monde entier, afin d'avoir leur vision des attentats du 11 septembre 2001 à New York et Washington, chaque court métrage devant durer 11 minutes, 9 secondes, et 1 image (par allusion symbolique à la date du 11/09/01). L'objectif visé était de proposer une vision alternative multiple à la vision unique des médias.

## Synopsis

### Samira Makhmalbaf (Iran)
Dans un village au Moyen-Orient, la population se prépare à des représailles américaines en préparant des abris de terre cuite. Personne n'appréhende vraiment ce qui s'est passé à New York, mais ils savent que, même s'ils n'ont rien à voir avec cela, ils vont en subir les conséquences. Le film dénonce la manière dont des villages innocents dont la réalité n'a rien à voir avec les attentats du 11 septembre subissent finalement le même sort que les tours, sans vraiment comprendre.

### Claude Lelouch (France)
Un film principalement silencieux.
Il met en scène une jeune femme sourde, jouée par Emmanuelle Laborit. Celle-ci vit à Manhattan et pourtant elle sera une des dernières à être au courant de l'attentat du 11 septembre, étant insensible à l'agitation qui règne alors que son histoire amoureuse s'effondre en même temps que les tours.

### Youssef Chahine (Égypte)
Le 12 septembre 2001, après avoir reporté une conférence de presse à Beyrouth en raison des attentats de New York, Youssef Chahine rencontre le fantôme d'un soldat américain mort au Liban en 1983. Il confrontera sa vision de la vie avec celle d'un autre fantôme, celui d'un jeune musulman mort dans un attentat suicide.

### Danis Tanović (Bosnie-Herzégovine)
Chaque 11 du mois, des femmes organisent une manifestation afin que l'on se souvienne de leurs époux disparus. Pourtant ce jour précis, le rassemblement ne semble plus avoir de sens.

### Idrissa Ouedraogo (Burkina Faso)
Ce court-métrage met en scène des enfants burkinabè qui ne perçoivent du 11 septembre que l'existence d'Oussama ben Laden recherché, avec prime à la clé. Adama, l'un d'entre eux, pense voir l'ennemi public numéro 1 dans les rues de « Ouaga ». Le capturer, c'est pour eux l'occasion de sortir de la pauvreté ou, pour Adama, de soigner sa mère malade. Ils tenteront par tous les moyens de l'attraper mais en vain. L'attentat n'est qu'une réalité bien lointaine de leur préoccupations quotidiennes. Ils espèrent surtout recevoir l'aide dont ils ont besoin de la part du « Nord ». Lorsque « Ben Laden » finit par prendre l'avion, Adama, en voyant l'engin s'envoler ne peut que s'écrier « Ben Laden, reviens, on a besoin de toi ! ».

### Ken Loach (Royaume-Uni)
Ce court métrage met en scène un Chilien vivant en Angleterre, qui écrit une lettre où il se souvient d'un autre 11 septembre : le 11 septembre 1973. C'est ce jour que Salvador Allende, dirigeant socialiste du Chili, a été éliminé par la junte militaire menée par le général Augusto Pinochet soutenu par la CIA. Pour le réalisateur, ce 11 septembre était aussi un attentat contre une nation, et un attentat lancé par les États-Unis.

### Alejandro González Iñárritu (Mexique)
Une œuvre constituée essentiellement de plans noirs et silencieux, entrecoupés de cris et de bruits de panique, accompagnés d'images que l'on finit par identifier comme des personnes chutant dans le vide le long des tours du World Trade Center. Pas d'acteur, pas de fiction, rien d'artificiel, seule la réalité du cauchemar, dénuée de toute la ferveur patriotique qu'ont apporté les médias américains en réponse à l'événement.

### Amos Gitaï (Israël)
Filmée en plan-séquence, l'action se situe le 11 septembre dans l'avenue de Jérusalem à Tel-Aviv (Israël) où vient d'avoir lieu un attentat-suicide dont aucun média ne parlera. Les autorités tentent de rétablir l'ordre, la population est en déroute. Le message du film est que, si l'attentat perpétré ce jour contre les États-Unis est d'une ampleur inégalée, le Moyen-Orient est, lui, déchiré jour après jour par des attentats meurtriers dont on finit par ne plus parler.

### Mira Nair (Inde)

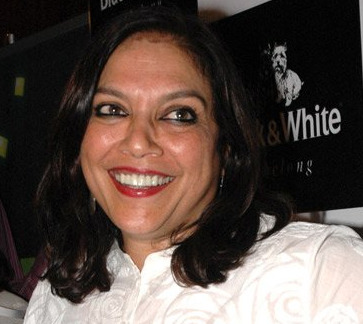
La cinéaste Mira Nair.

Ce film raconte l'histoire vraie d'un jeune musulman vivant à New York, Mohammed Salman Hamdani, et disparu dans l'attentat du 11 septembre. Il est accusé d'être un terroriste et d'avoir participé au crime à cause de ses origines musulmanes et pakistanaises, jusqu'à ce que l'on découvre qu'il est mort en héros en essayant d'aider aux opérations de sauvetages. Mais l'anecdote en dit long sur le poids des préjugés dont est victime la communauté musulmane, aux États-Unis ou ailleurs.

### Sean Penn (États-Unis)
Un homme vivant dans un appartement sordide et dans la misère affective la plus noire, voit finalement la lumière revenir lorsque les immenses tours qui faisaient de son monde un lieu d'obscurité s'effondrent. L'auteur a voulu parler de la souffrance qui peut survenir chaque jour avec la perte d'un être cher, à côté de l'affect suscité par le drame du 11 septembre.

### Shohei Imamura (Japon)
Ce court-métrage met en scène un vétéran de la Seconde Guerre mondiale, revenu au Japon et traumatisé au point d'avoir perdu toute humanité et de se comporter comme un serpent. Le film se termine sur une image frappante, où figure le message : « il n'y a pas de guerre sainte ». Le djihad islamiste autant que la guerre menée par les États-Unis peuvent être visés par ce message pacifiste, émanant d'un pays gravement traumatisé par la dernière guerre mondiale.

## Fiche technique
Sociétés de production : Galatée Films, Studiocanal